# Fédération du Royaume-Uni de hockey sur glace
La Fédération du Royaume-Uni de hockey sur glace, connue sous le nom Ice Hockey UK (également désignée par le sigle IHUK), est le nom actuel de la fédération du Royaume-Uni de hockey sur glace. La fédération est membre de la Fédération internationale de hockey sur glace depuis le 19 novembre 1908 et est l'organe dirigeant du hockey sur glace pour les pays britanniques.
La fédération porte le nom de British Ice Hockey Association depuis sa création jusqu'à 1999, année où elle est renommée Ice Hockey UK.
La particularité de cette fédération est qu'elle ne gère que l'équipe de Grande-Bretagne et veille au respect du règlement établi par l'IIHF, les compétitions et les clubs étant gérés par les fédérations anglaise, écossaise et nord-irlandaise.

## Présidents
- Major « Peter » Patton — 1913 à 1934
- Philip Vassar Hunter CBE — 1934 à 1958
- Sir Victor Tait KBE — 1958 à 71
- John Francis « Bunny » Ahearne — 1971 à 1982
- Frederick Meredith — 1982 à 1998
- John Fisher — 1998 à 2004
- Neville Moralee — depuis 2004
- Bob Wilkinson — depuis 2004